# Bresciai repülőtér
A Bresciai repülőtér (IATA: VBS, ICAO: LIPO) Olaszország egyik nemzetközi repülőtere, amely Brescia közelében található. Éves utasforgalma 8589 fő .

## Futópályák
A repülőtér futópályái:
- 14/32 (2990 m, 45 m, cement)

## Forgalom
Az utasforgalom az elmúlt években az alábbi módon változott:
| Utasok száma |      |      | 164 804 | 272 509 | 232 465 | 203 582 | 22 669 | 7744 | 8589 | 5454 |
|              | 1994 | 1997 | 2000    | 2003    | 2006    | 2009    | 2012   | 2015 | 2018 | 2021 |

## Légitársaságok és úticélok

### Személy
2018 júliusa óta nincs menetrendszerű utasforgalom a repülőtéren.

### Cargo
| Légitársaság    | Célállomások   |
| --------------- | -------------- |
| Poste Air Cargo | Róma-Fiumicino |